# Koisaari, Villmanstrand
Koisaari är en ö i Finland. Den ligger i sjön Saimen och i kommunen Villmanstrand i den ekonomiska regionen  Villmanstrands ekonomiska region  och landskapet Södra Karelen, i den södra delen av landet, 220 km nordost om huvudstaden Helsingfors. Öns area är 24,2 hektar och dess största längd är 0,9 kilometer i sydöst-nordvästlig riktning.